# حارة سعوان الشرقية (صنعاء)
حارة سعوان الشرقية هي إحدى حارات حي شعوب بمديرية شعوب إحد مديريات العاصمة اليمنية صنعاء، بلغ تعداد سكانها 2954 نسمة حسب تعداد اليمن لعام 2004.